# Lötrohr
Ein Lötrohr ist ein abgewinkeltes, ca. 5 mm weites Metallrohr, an dessen längerem Schenkel sich ein Mundstück, und an dessen kürzerem Schenkel sich eine Düse befindet. Es wird zum Untersuchen von Mineralien – insbesondere von Metallen – und in der anorganischen qualitativen Analyse als Vorprobe benutzt. Durch die Düse wird Luft in eine Flamme geblasen, sodass eine scharfe Stichflamme entsteht, mit der sich das Probenmaterial auf sehr hohe Temperatur erhitzen lässt. Dabei geht das Probenmaterial chemische Reaktionen ein, schmilzt oder verdampft. Außerdem werden im Dampf Elektronen thermisch angeregt, sodass eine typische Flammenfärbung entsteht. Die Färbung der Flamme, der Oxidbeschläge und die Art der Schmelzprodukte geben erste Hinweise auf die Zusammensetzung der Probe. Als Flammenquelle diente im einfachsten Fall eine Kerze oder eine Öllampe (beispielsweise mit Terpentinöl, Rüböl). Bessere Ergebnisse erzielt man mit einem Labor-Spiritusbrenner oder Leuchtgas im Bunsenbrenner. Die aussagekräftigsten Ergebnisse werden mit einer nahezu farblosen Propangasflamme erzielt.

## Methode

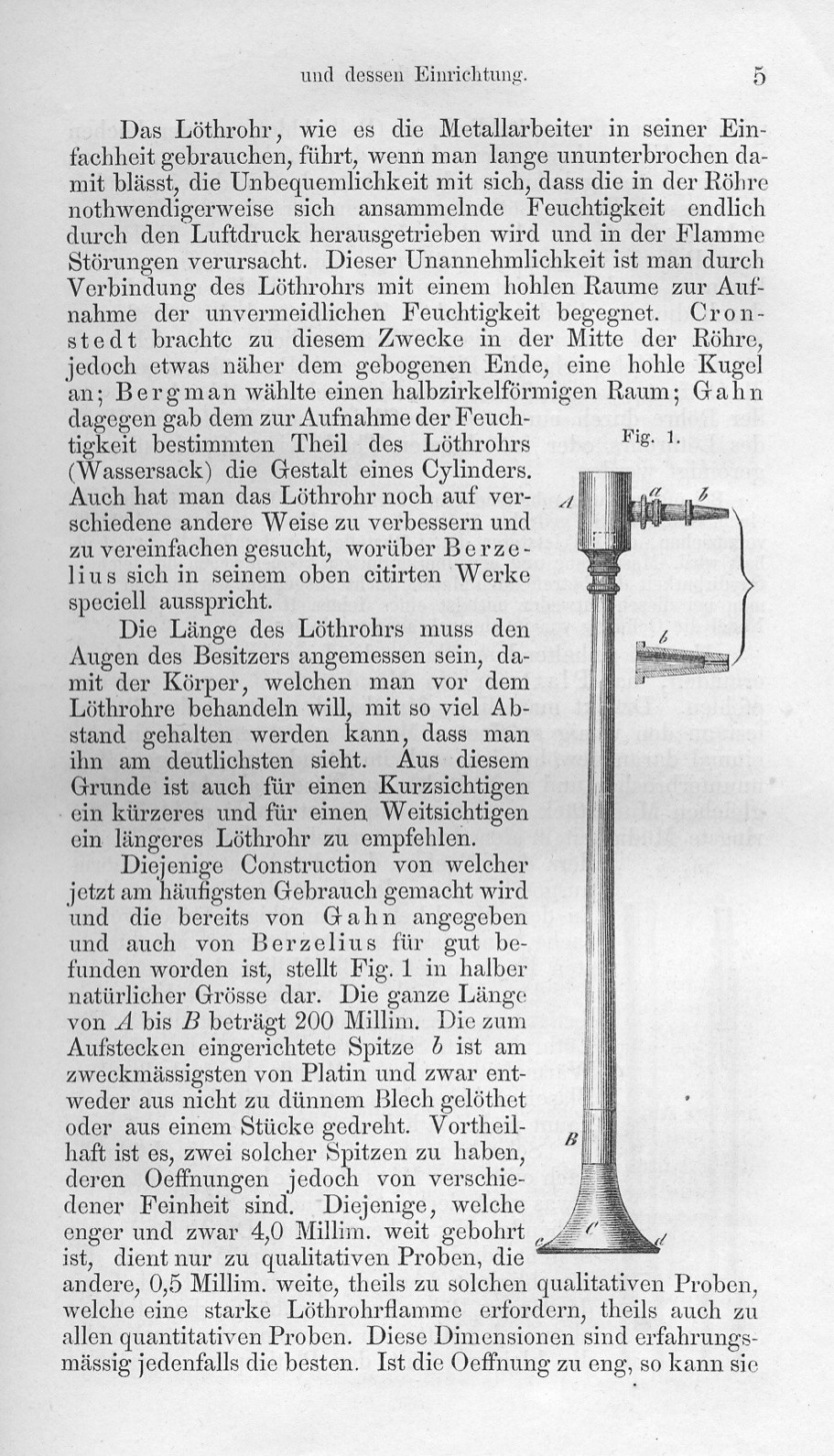
Darstellung und Beschreibung eines Lötrohrs (Carl Friedrich Plattners Probirkunst mit dem Löthrohre, 1865)

Um einen gleichmäßigen, ununterbrochenen Luftstrom zu erzeugen, füllt man den Mundraum mit Luft und setzt das Mundstück des Lötrohrs auf den Mund. Man bläst nun mit den Backen Luft in das Rohr, wobei man den Luftvorrat im Mund durch Ausatmen in denselben ergänzt. Platziert man das Lötrohr in die zentrale, leuchtende Flamme und bläst kräftig, aber gleichmäßig durch das Mundstück, erhält man eine sauerstoffreiche, sogenannte Oxidationsflamme. Wird das Lötrohr am Rand der Flamme angesetzt und nur mit mäßigem Luftstrom geblasen, sodass keine hell leuchtende Flamme entsteht, erzeugt man eine Reduktionsflamme.
In einer Vertiefung in einem Stück Holzkohle (idealerweise Lindenholzkohle) wird ein Gemisch aus Soda und pulverisierter Untersuchungssubstanz verrührt. Das Gemisch wird meist zunächst oxidierend geschmolzen und anschließend reduziert. Je nach Probenzusammensetzung erhält man kleine Schmelzkügelchen, metallische Flitter oder unter oxidierenden Bedingungen auf den kälteren Bereichen der Holzkohle Oxidbeschläge. Die Färbung der Oxidbeschläge und die Eigenschaften der Schmelzprodukte (Ferromagnetismus, Duktilität oder Sprödigkeit) ermöglichen erste Rückschlüsse auf die Zusammensetzung der Probe. Wenn notwendig, wird die Prozedur mehrfach, z. B. unter Zugabe von Cobaltnitrat-Lösung wiederholt und die Färbung und die Eigenschaften der Schmelzprodukte werden beurteilt.
Eine genauere Bestimmung bietet die „Perlenprobe“: Nach Zusatz von Borax oder Phosphaten schmilzt die Probensubstanz, einige Metalle färben die Borax- oder Phosphorsalzperlen charakteristisch. Eine weitere Möglichkeit der Vorprobe ist die Bewertung der Flammenfärbung der Probe in einer Platinöse, am besten mit einem Handspektroskop.

## Geschichte
Die Untersuchung mit dem Lötrohr wird Lötrohrprobierkunst genannt und ist eine Methode der allgemeinen Probierkunst. Das Lötrohr benutzte nach den Aufzeichnungen von Jöns Jakob Berzelius erstmals 1738 der schwedische Bergrat Anton von Swab, um aus einer Flamme durch die zusätzliche „Blasluft“ einen heißen Strahl auszulenken und damit Minerale zu untersuchen. Ein weiterer Pionier der Methode in Schweden war Sven Rinman (ab 1746).
Eine Hochburg der Lötrohrprobierkunst und der Mineralanalyse war im 19. Jahrhundert die Bergakademie Freiberg. Hier war insbesondere Karl Friedrich Plattner (1800–1858) aktiv. Er verfasste das Buch mit dem Titel Probirkunst mit dem Löthrohre, ... (1835). Es wurde mehrfach aufgelegt und neubearbeitet. Von 1842 bis 1856 war er Professor für Hüttenkunde und Lötrohrprobierkunst.
Die erste Publikation zur Lötrohrprobierkunde stammt jedoch von Gustav von Engeström (An essay towards a system of mineralogy) in Englisch aus dem Jahr 1770, in der er die Handhabung des Blasrohres nach Erfahrungen des schwedischen Bergmeisters Axel Frederic Cronstedt beschrieb. Eine deutsche Übersetzung (Herrn Gustav von Engestrom's Beschreibung eines mineralogischen Taschen-Laboratoriums und insbesondere des Nutzens des Blaserohrs in der Mineralogie) erschien durch A. F. Rose 1782 in Greifswald.
Justus von Liebig erarbeitete die Lötrohrprobe als Vorprobe für die qualitative Analyse. Im 19. Jahrhundert war diese Arbeitsweise unter Chemikern sehr verbreitet. So nennt Liebig unter den drei Merkmalen, an denen man den Chemiker erkennt, das „Spitzen der Lippen beim Küssen“ als Auswirkung der Arbeit mit dem Lötrohr.